# Emperor of Sand
Emperor of Sand (с англ. — «Император песка») — седьмой студийный альбом американской метал-группы Mastodon. Альбом был выпущен 31 марта 2017 года на лейбле Reprise Records. Первый сингл с альбома, «Show Yourself», достиг четвёртой позиции в американском чарте Billboard Hot Mainstream Rock Tracks в 2017 году. Второй сингл «Steambreather» достиг 18 позиции в том же чарте. Альбом вошел в несколько списков лучших альбомов года, в том числе занял третье место в списке «20 лучших рок-метал-альбомов 2017 года» по версии The Independent. За песню «Sultan’s Curse» группа получила премию «Грэмми» в категории «Лучшее метал-исполнение».

## Создание
Альбом был записан на Quarry Recording Studio в Кеннесо, штат Джорджия, и сведён на студии звукозаписи Henson в Лос-Анджелесе. Группа работала с продюсером Бренданом О’Брайеном, с которым они сотрудничали над альбомом 2009 года Crack the Skye. Сперва песни были записаны в первоначальной аранжировке, а затем были внесены большие изменения в каждый трек, чтобы отредактировать и улучшить звук. Барабанщик Брэнн Дэйлор закончил свои партии ударных и начал редактировать тексты песен, в то время как другими участниками группы записывались партии гитар и бас-гитары.
Скотт Келли из Neurosis и Кевин Шарп из Brutal Truth выступили в качестве приглашенных вокалистов на «Scorpion Breath» и «Andromeda» соответственно. Келли появлялся в качестве приглашенного вокалиста на каждом студийном альбоме Mastodon со времен Leviathan (2004).

## Идея и тексты альбома
Emperor of Sand, в отличие от двух предыдущих полноформатных релизов группы, снова является концептуальным альбомом Mastodon. Идея и сюжет альбома рассказывает о страннике, блуждающем по пустыне, которому был вынесен смертный приговор. Темы смерти и выживания вплетены в тексты песен, вдохновленные личным опытом музыкантов, когда незадолго до создания альбома у семьи и друзей участников группы был диагностирован рак.
«В конце истории человек одновременно умирает и спасается», — сказал Дэйлор, — «Речь идет о раке, химиотерапии и обо всем, что с этим связано. Я не хотел буквально писать об этом. Но это все там. Вы можете прочитать это между строк».
«Мы размышляем о смертности», — заявил басист и вокалист Трой Сандерс, — «В связи с этим, альбом вписывается во всю нашу дискографию. Он 17 лет находится в процессе создания, но это также непосредственная реакция на последние два года. Мы склонны черпать вдохновение из актуальных событий в нашей жизни».

## Релиз
Emperor of Sand был выпущен 31 марта 2017 года на лейбле Reprise Records. Фрагмент «Sultan’s Curse» был анонсирован на сайте группы 25 января 2017 года, а целиком трек был выпущен 27 января. Первый сингл «Show Yourself» был выпущен в феврале 2017 года. Второй сингл «Steambreather» вышел в августе 2017 года.
После выхода альбома группа отправилась в тур по Соединенным Штатам с 14 апреля по 20 мая 2017 года при поддержке Eagles of Death Metal и Russian Circles.

## Оценки критиков
| Совокупная оценка    | Совокупная оценка |
| Источник             | Оценка            |
| -------------------- | ----------------- |
| Metacritic           | 78/100            |
| Оценки критиков      |                   |
| Источник             | Оценка            |
| AllMusic             | [ 11 ]            |
| Consequence of Sound | B                 |
| Exclaim!             | 8/10              |
| The Guardian         | [ 14 ]            |
| NME                  | (4/5)             |
| Pitchfork            | 7.6/10            |
| PopMatters           | [ 17 ]            |
| Rock Sound           | 8/10              |
| Rolling Stone        | [ 19 ]            |
| Sputnikmusic         | 4/5               |

Emperor of Sand был хорошо принят музыкальными критиками после своего выхода. На сайте-агрегаторе Metacritic альбом получил средний балл 78 из 100, основываясь на 24 рецензиях, что указывает на статус «в целом благоприятные рецензии».
Среди наиболее благоприятных отзывов был обзор Калума Слингерленда для Exclaim!. В нем Слингерленд заявил, что «черпая как из своего прошлого, так и из своего настоящего, Mastodon отказывается вымирать, будто стыдится двух десятилетий сочинения музыки. Emperor of Sand одновременно эмоционально силен и музыкально ошеломителен». Анита Бхагвандас также очень положительно оценила альбом, дав ему 4 звезды из 5 в обзоре для NME, сказав: «Металу нужен этот альбом. Ему нужна была мрачная, тяжелая и невероятно многослойная пластинка, и седьмой альбом Mastodon — именно это». В обзоре для Consequence of Sound, Кэтрин Турман написала: «От зажигательных соло „Word to the Wise“ до запоминающихся личных/общечеловеческих текстов, Emperor of Sand приводит к катарсису как слушателей, так и, мы надеемся, и членов группы».
В обзоре для AllMusic критик Том Юрек более критично отнёсся к альбому, утверждая, что «Emperor of Sand далёк от совершенства; он не достигает величия первых трёх альбомов. Тем не менее, он несомненно стоит наравне с The Hunter и явно мощнее Once More ’Round the Sun, будучи более разнообразным, чем любые записи, которые они выпустили. Аргументы о качестве должны выходить за рамки эстетики, чтобы воплощать развитие и искренность, которые в конечном итоге имеют значение. Чтобы быть верным себе, Mastodon должны были создать Emperor of Sand именно сейчас. Другого варианта не было. Таким образом, его безотлагательность, изысканность и эмоциональный вес делают его необходимой записью в их дискографии». Джордан Блум из PopMatters также пришел к выводу, что «Emperor of Sand ни в коем случае не плохой альбом, но здесь мало того, что группа еще не исследовала». Автор Саби Рейес-Кулкарни написала обзор для Pitchfork, заявляя, что «Mastodon не прошел точку невозврата в погоне за доступностью. Во всяком случае, Emperor of Sand доказывает обратное. Музыканты часто рационализируют потерю своей актуальности, говоря о „зрелости“. Mastodon теперь могут свободно использовать это слово, не обманывая своих фанатов».

### Признание
| Издание       | Список                                       | Позиция | Прим.  |
| ------------- | -------------------------------------------- | ------- | ------ |
| Exclaim!      | 10 лучших метал и хардкор альбомов 2017 года | 7       | [ 21 ] |
| Loudwire      | 25 лучших метал альбомов 2017 года           | 2       | [ 22 ] |
| Metal Hammer  | 100 лучших метал альбомов 2017 года          | 1       | [ 23 ] |
| Revolver      | 20 лучших альбомов 2017 года                 | 3       | [ 24 ] |
| Rolling Stone | 20 лучших метал альбомов 2017 года           | 4       | [ 25 ] |

В 2018 году открывающая песня альбома, «Sultan’s Curse», получила премию «Грэмми» за «Лучшее метал-исполнение». Альбом был номинирован, как «Лучший рок-альбом», но проиграл альбому A Deeper Understanding коллектива The War of Drugs.

## Коммерческий успех
Альбом был продан тиражом 43 000 экземпляров в Соединенных Штатах в первую неделю выпуска, дебютировав на седьмой позиции чарта Billboard 200, что делает его самым коммерчески успешным альбомом группы, поскольку Crack the Skye дебютировал только под 11 номером с 41 000 проданных экземпляров в первую неделю.

## Список композиций
Слова и музыка всех песен — Mastodon.
| №                   | Название                                           | Вокал                                    | Длительность |
| ------------------- | -------------------------------------------------- | ---------------------------------------- | ------------ |
| 1.                  | «Sultan's Curse»                                   | Трой Сандерс, Брент Хайндс, Брэнн Дэйлор | 4:09         |
| 2.                  | «Show Yourself»                                    | Дэйлор, Сандерс                          | 3:03         |
| 3.                  | «Precious Stones»                                  | Хайндс, Сандерс                          | 3:46         |
| 4.                  | «Steambreather»                                    | Дэйлор, Хайндс                           | 5:03         |
| 5.                  | «Roots Remain» (называется «Eons» на винил-версии) | Сандерс, Дэйлор, Хайндс                  | 6:28         |
| 6.                  | «Word to the Wise»                                 | Сандерс, Дэйлор                          | 4:00         |
| 7.                  | «Ancient Kingdom»                                  | Дэйлор, Сандерс, Хайндс                  | 4:54         |
| 8.                  | «Clandestiny»                                      | Сандерс, Хайндс                          | 4:28         |
| 9.                  | «Andromeda» (feat. Кевин Шарп)                     | Сандерс, Дэйлор, Кевин Шарп              | 4:05         |
| 10.                 | «Scorpion Breath» (feat. Скотт Келли)              | Сандерс, Скотт Келли                     | 3:19         |
| 11.                 | «Jaguar God» (feat. Майк Кенилли)                  | Хайндс, Дэйлор, Сандерс                  | 7:56         |
| Общая длительность: | Общая длительность:                                | Общая длительность:                      | 51:11        |

## Участники записи
| Mastodon - Брэнн Дэйлор — ударные, перкуссия, вокал, клавишные, бас-гитара на вступлении «Jaguar God» - Брент Хайндс — соло-гитара, вокал - Билл Келлихер — ритм-гитара, синтезаторная гитара на «Clandestiny» - Трой Сэндерс — бас-гитара, вокал, бас-педаль на «Roots Remain», «Ancient Kingdom» и «Jaguar God» Приглашённые музыканты - Скотт Келли — вокал на «Scorpion Breath» - Кевин Шарп — вокал на «Andromeda» - Майк Кенилли — клавиши на «Jaguar God» | Производство - Брендан О’Брайан — продюсирование, сведение - Том Сировски — сведение, запись - Том Тэплей — запись - Ти Джей Илайа — помощник звукорежиссёра - Брайан Димайо — помощник звукорежиссёра - Билли Джо Бауерс — мастеринг, звуковой монтаж |

## Чарты
| Чарт (2017)                         | Высшая позиция |
| ----------------------------------- | -------------- |
| Австралия (ARIA)                    | 3              |
| Австрия (Ö3 Austria)                | 11             |
| Бельгия/Фландрия (Ultratop)         | 12             |
| Бельгия/Валлония (Ultratop)         | 26             |
| Канада (Canadian Albums Chart)      | 4              |
| Нидерланды (Album Top 100)          | 16             |
| Финляндия (Suomen virallinen lista) | 4              |
| Франция (SNEP)                      | 60             |
| Германия (Offizielle Top 100)       | 11             |
| Венгрия (MAHASZ)                    | 7              |
| Ирландия (IRMA)                     | 7              |
| Италия (Classifica album)           | 42             |
| Новая Зеландия (RMNZ)               | 9              |
| Норвегия (VG-lista)                 | 6              |
| Польша (ZPAV)                       | 27             |
| Португалия (AFP)                    | 10             |
| Шотландия (Scottish Albums Chart)   | 6              |
| Испания (PROMUSICAE)                | 18             |
| Швеция (Sverigetopplistan)          | 5              |
| Швейцария (Schweizer Hitparade)     | 13             |
| Великобритания (UK Albums Chart)    | 11             |
| США (Billboard 200)                 | 7              |